# Ophiothrix luetkeni
Ophiothrix luetkeni is een slangster uit de familie Ophiotrichidae.
De wetenschappelijke naam van de soort werd in 1873 gepubliceerd door Charles Wyville Thomson.